# Vuurtoren van Kéréon
De Vuurtoren van Kéréon is een vuurtoren op de archipel van Ouessant in de Finistère (Bretagne). De vuurtoren werd gebouwd om de gevaarlijke passage du Fromveur te beveiligen, samen met de Vuurtoren van la Jument. Op die plek liep het Britse schip Drummond Castle op de rotsen in 1896, waarbij 358 opvarenden om het leven kwamen.
De vuurtoren werd in 1916 in gebruik genomen en werd genoemd naar Charles-Marie Le Dall de Kéréon, een Bretonse edelman die werd geguillotineerd tijdens de Franse Revolutie. De vuurtoren heeft een bijzonder houten interieur. De vuurtoren kreeg een elektrisch licht aangedreven door een windmolen. De vuurtoren van Kéréon is sinds 29 januari 2004 geautomatiseerd.